# Leptonema araguense
Leptonema araguense är en nattsländeart som beskrevs av Oliver S. Flint Jr. 1981. Leptonema araguense ingår i släktet Leptonema och familjen ryssjenattsländor. Inga underarter finns listade i Catalogue of Life.